# Farcet
Farcet – wieś w Anglii, w hrabstwie Cambridgeshire, w dystrykcie Huntingdonshire. Leży 44 km na północny zachód od miasta Cambridge i 114 km na północ od Londynu.